# Аверардо Медічі
Аверардо Медічі (*Averardo de' Medici бл. 1270 — бл. 1319) — державний діяч та підприємець часів Флорентійської республіки.

## Життєпис
Походив з роду Медічі. Праонук К'яріссімо Медічі, аптекаря і лихваря. Його бабця Алесія Гримальді належала до одного з чотирьох патриціанських родів Генуезької республіки. Син Аверардо ді Філіпо Медічі і Бенрічевути Сіці. 
Народився близько 1270 року. Близько 1280 року помирає батько. Про молоді роки Аверардо ді Аверардо Медічі нічого невідомо. Займався родинною справою з торгівлі ліками та землею. Заможність дала змогу Аверардо 1309 року увійти до колегії пріорів. Водночас він значно збільшив статки своєї родини. У 1311 році придбав половину патронату церкви Сан-Томмазо у свого родича Тегіа ді Сіці.
Займаючись державними справами, 1310 року через графа П'єтро Темпеста, графа Гравіна й вікарія Тоскани, Ломбардії, Романьї, зумів встановити дружні стосунки з Робертом, королем Неаполю, та укласти угоди проти Угуччіоне делла Фаджіола, володаря Пізи, прихильника гібеллінів. У 1314 році стає гонфалоньором Флорентійської республіки. Проте цього року гвельфи у битві при Монтекатіні зазнали поразки від Угуччіоне, а граф Гравіна загинув. Втім продовжив допогу неаполітанському королю до самої смерті. Помер Аверардо Медічі близько 1319 року.

## Сім'я і діти
Одружився з Мандіною, донькою Філіппо Аррігуччі з Ф'єзоле. У шлюбі народилися:
- Якопо (*? †1340), лицар, одружився з Маргарітою дель Антелла. У них був син Аверардо (1363 р.);
- Джовенко (*? †1320), від нього виникли дві гілки: Оттаяно, до якої належав папа римський Лев XI, і Торнаквінчі;
- Франческо (*? †?), одружився на Бартоломеї Кавальканті. У них був син Малатеста (*? †1367);
- Сальвестро (*? †?), одружився з Лізою Донаті. Від нього пішли головні гілки Кафаджоло і Пополано;
- Таленто (*? †?), одружений на Лоренці дель Буоно. У них був син Маріо (*? †1369);
- Конте (*? †?)